# Archisotoma polaris
Archisotoma polaris är en urinsektsart som beskrevs av Fjellberg och Poinsot 1975. Archisotoma polaris ingår i släktet Archisotoma, och familjen Isotomidae. Arten är reproducerande i Sverige.